# Olbiogaster sackeni
Olbiogaster sackeni är en tvåvingeart som beskrevs av Edwards 1915. Olbiogaster sackeni ingår i släktet Olbiogaster och familjen fönstermyggor. Inga underarter finns listade i Catalogue of Life.